# Нубийска дропла
Нубийска дропла (Neotis nuba) е вид птица от семейство Otididae. Видът е почти застрашен от изчезване.

## Разпространение
Разпространен е в Буркина Фасо, Чад, Мали, Мавритания, Нигер и Судан.